# Saeid Safarzadeh
Saeid Safarzadeh (persisch سعید صفرزاده; * 21. September 1985 in Täbris) ist ein iranischer Radrennfahrer.

## Sportlicher Werdegang
Safarzadeh fuhr seit 2005 Rennen der UCI Asia Tour, jedoch lange Zeit ohne bemerkenswerte Resultate. Ab 2012 fuhr er für verschiedene iranische und chinesische UCI-Kontinentalteams. 2015 erzielte er erstmals einen Etappensieg in der Tour of Iran, 2018 gewann er seine erste iranische Meisterschaft im Straßenrennen. Sein bisher erfolgreichstes Jahr war 2023, als bei den Landesmeisterschaften das Double aus Straßenrennen und Einzelzeitfahren holte und zudem die Gesamtwertung der Tour of Iran gewann.
Safarzadeh repräsentierte sein Land bei den Olympischen Spielen 2020 sowohl im Straßenrennen als auch im Einzelzeitfahren. Darüber hinaus war er Mitglied der Nationalmannschaft bei den Asienspielen 2018 sowie mehrfach bei Asienmeisterschaften.

## Erfolge
2015
- eine Etappe und Bergwertung Tour of Iran

2017
- eine Etappe Tour of Iran

2018
- Iranischer Meister – Straßenrennen
- Bergwertung Tour of Mevlana
- eine Etappe und Bergwertung Tour of Iran

2019
- Iranischer Meister – Einzelzeitfahren

2021
- Iranischer Meister – Straßenrennen

2022
- eine Etappe und Bergwertung Tour of Iran

2023
- Iranischer Meister – Straßenrennen, Einzelzeitfahren
- Gesamtwertung, eine Etappe und Bergwertung Tour of Iran
- eine Etappe Tour of Sakarya